# Szymon Żywicki
Szymon Żywicki (ur. 25 października 1668, zm. 20 września 1706 w Królewcu) – prawnik polski, profesor Uniwersytetu Królewieckiego.
Był szlachcicem wychowanym w rodzinie katolickiej. Odbywał studia uniwersyteckie w Pradze i Wiedniu, przez jakiś czas wykładał poezję w Warszawie. W 1690, zmieniwszy wyznanie na luterańskie, przeniósł się do Królewca i niebawem podjął studia prawnicze na Albertynie. Korzystając ze stypendium elektora brandenburskiego Fryderyka III w latach 1694–1699 kontynuował studia na uniwersytecie w Halle, gdzie uzyskał doktorat praw. Po powrocie został zatrudniony w kancelarii elektora. Był też wykładowcą prawa na Uniwersytecie Królewieckim, od 1699 z tytułem profesora.
Jego losy były związane z prawnikiem Janem Stanisławem Kalińskim; obaj w tym samym czasie porzucili katolicyzm i wyjechali do Królewca. Wydali też razem kilka prac. Sam Żywicki ogłosił m.in. panegiryk na śmierć burmistrza Królewca Karola Drosta (1699).